# Dziennik Praw Państwa Polskiego
Dziennik Praw Państwa Polskiego (1918-1919) – dziennik urzędowy Rady Regencyjnej, wcześniej ukazujący się pod nazwą Dziennik Praw Królestwa Polskiego (1918), od numeru 16 z 8 listopada 1918 r. wydawany był pod zmienioną nazwą. Pod tym tytułem dziennik urzędowy ukazywał się do numeru 65 z 14 sierpnia 1919 r. Od numeru 66 z 16 sierpnia 1919 r. wydawany był pod tytułem Dziennik Ustaw Rzeczypospolitej Polskiej. W zeszycie nr 66 ogłoszono ustawę z dnia 31 lipca 1919 r. w sprawie wydawania Dziennika Ustaw Rzeczypospolitej Polskiej. W okresie 1918–1919 stosowana była jednolita ciągła numeracja pozycji w dzienniku. W okresie tym wydano 98 numerów. Jednolitą numerację pozycji w ramach rocznika wprowadzono od 1920 r.
Tradycje:
Dziennik Praw Księstwa Warszawskiego → Dziennik Praw Królestwa Polskiego (1815-1871) → Dziennik Urzędowy Departamentu Sprawiedliwości Tymczasowej Rady Stanu Królestwa Polskiego (1917) → Dziennik Praw Królestwa Polskiego (1918) / Dziennik Praw Państwa Polskiego (1918-1919) → Dziennik Ustaw Rzeczypospolitej Polskiej (1919-1945) → Dziennik Ustaw Rzeczypospolitej Polskiej (1944-1952) → Dziennik Ustaw Polskiej Rzeczypospolitej Ludowej (1952-1989) → Dziennik Ustaw Rzeczypospolitej Polskiej (1990-)